# Pilín León
Pilín León, de son vrai nom Carmen Josefina León Crespo, née le 19 mai 1963 à Maracay au Venezuela, est une femme vénézuélienne, qui a été élue Miss Monde 1981

## Biographie
En 1980, elle remporte le titre local Miss Aragua 1981. Qualifiée pour Miss Venezuela 1981, elle deviendra 1re dauphine, le concours étant remporté par Irene Sáez,.
En 2014, elle est membre du jury de la finale de Mister Monde 2014 qui s'est déroulé à Torbay, en Angleterre,,,,.